# William L. Winans
William Louis (Lewis) Winans (* 1823 in Vernon, Sussex County, New Jersey; † 25. Juni 1897 in Baltimore, Maryland) war ein US-amerikanischer Unternehmer und Diplomat.

## Leben

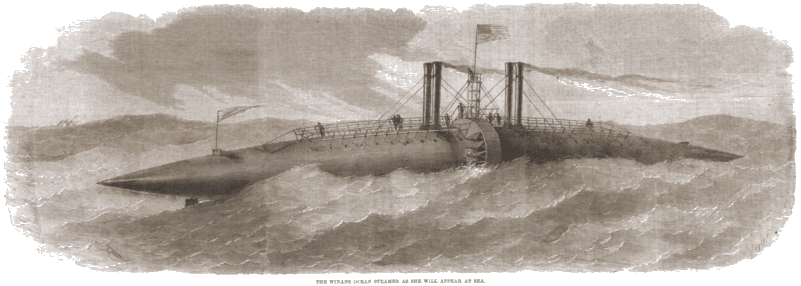
Ein „Zigarrenschiff“

Er war das zweite Kind und zugleich zweiter Sohn des amerikanischen Unternehmers Ross Winans (1797–1877), seit 1828 Eisenbahn-Fabrikant in Baltimore, und der Julia DeKay.
Im Jahr 1843 schickte der Vater seine beiden Söhne Thomas und William nach Russland, um George W. Whistler beim Bau der russischen Eisenbahn zu unterstützen. Zwei Jahre später (1850) schlossen sie im Namen ihres Unternehmens „Winans, Harrison and Winans“ mit der Eisenbahngesellschaft Sankt Petersburg-Moskau einen allgemeinen Partnerschaftsvertrag und einen Vertrag für den Bau von Lokomotiven ab.
Im Jahr 1851 heiratete er in London Marie Anne de la Rue (* 15. April 1828 in Forest, Guernsey; † nach 1881), die Tochter des Jean de la Rue und seiner Frau Rachel. Sein Sohn Walter Winans gewann bei den Olympischen Sommerspielen 1908 und 1912 je eine Gold- und eine Silbermedaille im Sportschießen und darüber hinaus 1912 eine Goldmedaille in den olympischen Kunstwettbewerben.
Da William L. Winans sowohl die amerikanischen als auch die russischen politischen und wirtschaftlichen Verhältnisse kannte und beide Sprachen sprach, wurde er im Jahr 1854 zum amerikanischen Konsul in St. Petersburg ernannt. Doch ab Juli 1855 war es amerikanischen Diplomaten verboten, gleichzeitig den eigenen kaufmännischen Geschäftsinteressen nachzugehen, weshalb  Winans wenige Monate später im Frühjahr 1856 sein Amt als Konsul wieder aufgab.
In den folgenden zwei Jahrzehnten von 1858 bis 1878 war das Unternehmen auch im Schiffbau tätig und die Brüder entwarfen Wasserfahrzeuge unterschiedlichen Typs von Yachten bis zu futuristischen „Zigarrenschiffen“. Nach dem amerikanischen Bürgerkrieg (1861–1865) verlegten die Winans ihr Unternehmen nach Europa und mehrere Boote wurden in England und in Sankt Petersburg gebaut. Doch kamen diese Prototypen nicht über Trips in den Solent und den Ärmelkanal hinaus. Die „Zigarrenboote“ blieben bis in die 1880er Jahre vertäut im Hafen von Southampton liegen und inspirierten einige Nachahmer.
Im Jahr 1889 wurde Winans die Ehrenbürgerwürde der Stadt Bad Kissingen verliehen, wohl aufgrund häufiger Besuche in der damals international sehr renommierten Kurstadt.
Im November 1890 war er als Eigentümer des Hauses Nr. 15 im Kensington Palace Garden in London gemeldet.